# 沅江路街道
沅江路街道，是中华人民共和国湖南省怀化市洪江市下辖的一个街道，由怀化市直辖的洪江管理区实际管辖。

## 行政区划
沅江路街道下辖以下地区：
大湾塘社区、犁头咀社区和川岩社区。